# Gulpener Wintervrund
Gulpener Wintervrund is een Nederlands winterbier van hoge gisting, dat sinds 2005 wordt gebrouwen in Gulpen, bij de Gulpener Bierbrouwerij. 
Het is een roodbruin bier met een alcoholpercentage van 8,5%.
Vanaf 2008 wordt Wintervrund volgens een nieuw recept gebrouwen, waardoor het alcoholpercentage met 2,0% is gestegen (voorheen 6,5%).
Gulpener Wintervrund is de opvolger van Witte Kerst. De 'Wintervrund' (vrund is Limburgs voor vriend) wordt gesymboliseerd door het winterkoninkje, met op de achtergrond Koning Winter.